# Katja Oelmann
Katja Oelmann (* 1945 in Niedersaida) ist eine deutsche Hörspielautorin.

## Leben und Werk
Oelmann studierte Germanistik und Slawistik und arbeitete danach in verschiedenen Berufen, u. a. als Dolmetscherin,  Küchenhilfe, Friedhofsarbeiterin, Lohnbuchhalterin,  Pförtnerin,  Haushaltshilfe  und Angestellte  der Deutschen Post.
1987 schrieb sie das Kinderhörspiel Ein Russe in Berlin, das 1989 den Sonderpreis der Kritiker beim DDR-Hörspielpreis gewann. Ihr Hörspiel Steig’ der Stadt aufs Dach wurde 1988 im Rundfunk der DDR gesendet und 1989 vom Staatlichen Komitee für Rundfunk der DDR zur Teilnahme am Prix Futura in Westberlin eingereicht.

## Hörspiele
- 1987: Ein Russe in Berlin – Regie: Horst Liepach (Original-Hörspiel, Kinderhörspiel, Kurzhörspiel – Rundfunk der DDR)
- 1988: Steig’ der Stadt aufs Dach – Regie: Barbara Plensat (Originalhörspiel – Rundfunk der DDR)
  - Auszeichnung: Hörspielpreis der Kritiker (Sonderpreis), 1989 für Gabriele Hänel (Sprecherin)